# Hutterischer Dialekt
Hutterisch, auch Huttererdeutsch, nennt man die von den Hutterern in Kanada und den USA gesprochene deutsche Sprachform. 
Das Hutterische ist ein Ausgleichsdialekt auf bairischer Grundlage, der ganz überwiegend kärntnerisch geprägt ist. Es beinhaltet jedoch auch Elemente aus dem Tirolerischen, zurückgehend auf den Begründer Jakob Hutter und seine Gefährten aus Tirol, sowie Elemente aus dem Ostmittelbairischen aus der Zeit in Mähren. Durch die Aufnahme von Kärntner Landlern (auch Transmigranten genannt) aus der Zeit in Siebenbürgen wurde der hutterische Dialekt jedoch sehr stark kärntnerisch umgeprägt. Neben wenigen slawischen Elementen wurden in den letzten 120 Jahren recht viele englische Wörter im technisch-modernen Bereich übernommen. 
Hutterisch ist weder eine Abstandsprache gegenüber anderen südostdeutschen Dialekten, noch in irgendeiner Form eine Ausbausprache, sondern die Sprecher verwenden ein etwas altertümliches Hochdeutsch als Dachsprache. Nach diesen Kriterien, die die englischsprachige Sprachwissenschaft zwar kennt, aber wenig anwendet, ist Hutterisch keine eigenständige Sprache, sondern ein Dialekt des Deutschen, was auch der Selbstsicht der Hutterer entspricht.